# C'mon
『C'mon』（カモン）は、日本の音楽ユニット・B'zが2011年7月27日にリリースした18作目のオリジナル・アルバム。

## 概要
前作『MAGIC』より1年8ヶ月ぶりのリリースとなったオリジナル・アルバム。
初回限定盤には「C'mon」「さよなら傷だらけの日々よ」「Don't Wanna Lie」3曲のMVを収録したDVDが付属。また、抽選で50組100名が招待されるB'zプレミアムライブ『PEPSI NEX presents B'z 1DAY LIVE』チケット応募抽選カードが初回限定盤と通常盤に封入されている（2011年9月6日24時締切）。初回限定盤、通常盤ともにスリーブ仕様となっており、アルバムでは『B'z The Best "Pleasure II"』以来約6年ぶりにプラスチックケースが採用された。
本作は2010年5月頃からプリプロダクションが開始されたが、間もなくメンバーのソロ活動が開始されたため制作は一旦中断、その後同年11月から再開され実質1年をかけて制作が行なわれた。松本によれば制作された楽曲の中には、ノリの良いディスコスティックな曲もあったという。
オリジナル・アルバムでは1990年発売の『RISKY』から15作連続のオリコンチャート初登場首位獲得となり、シングル・アルバムでの首位獲得は通算70作目（シングル45作、アルバム25作）となった。また、発売週の売上でB'zのCDトータルセールスがオリコン史上初の8000万枚を突破した。
本作のCM映像は数パターン存在し、発売直前に行われた北米ツアー『B'z LIVE-GYM 2011 -long time no see-』の映像、松本と稲葉が曲名のしりとりをしているもの、タイトル曲「C'mon」をアコースティック調で演奏しているもの、マツコ・デラックスのみが単独で出演しているもの等が存在する。
2018年に結成30周年記念として『DINOSAUR』までのオリジナル・アルバムと共にアナログレコード化された。

## アルバムタイトルについて
アルバムタイトルの『C'mon』については、アルバム制作終盤に発生した東日本大震災の影響があるという。アルバム制作が順調に行われていた最中に震災が発生し、その際には雰囲気として制作が一度完全にストップした。そのため、楽曲を総括するときにどうしても「震災以前」「震災以後」という区切りが付いてしまい、それらをまとめるアルバムタイトルには苦労したとのことである。タイトル曲「C'mon」は震災後に完成したが、B'zのバンドのアティチュードを表すのに良く、震災前に制作された楽曲も一つに束ねられるという理由で「C'mon」がアルバムタイトルとなった。また、アルバムリリース後に開催された『B'z LIVE-GYM 2011 -C'mon-』のMCで稲葉は「『C'mon』というタイトルには“一緒に”という気持ちを強く強く込めました。」と語っている。

## 収録曲
| 全作詞: 稲葉浩志、全作曲: 松本孝弘、全編曲: 松本孝弘・稲葉浩志・寺地秀行。 |                              |          |            |      |
| #                                                                          | タイトル                     | 作詞     | 作曲・編曲 | 時間 |
| 1.                                                                         | 「C'mon」                    | 稲葉浩志 | 松本孝弘   | 4:16 |
| 2.                                                                         | 「さよなら傷だらけの日々よ」 | 稲葉浩志 | 松本孝弘   | 3:41 |
| 3.                                                                         | 「ひとしずくのアナタ」       | 稲葉浩志 | 松本孝弘   | 3:43 |
| 4.                                                                         | 「Homebound」                | 稲葉浩志 | 松本孝弘   | 4:11 |
| 5.                                                                         | 「Don't Wanna Lie」          | 稲葉浩志 | 松本孝弘   | 4:05 |
| 6.                                                                         | 「DAREKA」                   | 稲葉浩志 | 松本孝弘   | 3:31 |
| 7.                                                                         | 「ボス」                     | 稲葉浩志 | 松本孝弘   | 4:07 |
| 8.                                                                         | 「Too Young」                | 稲葉浩志 | 松本孝弘   | 3:42 |
| 9.                                                                         | 「ピルグリム」               | 稲葉浩志 | 松本孝弘   | 3:59 |
| 10.                                                                        | 「ザ・マイスター」           | 稲葉浩志 | 松本孝弘   | 3:43 |
| 11.                                                                        | 「デッドエンド」             | 稲葉浩志 | 松本孝弘   | 3:45 |
| 12.                                                                        | 「命名」                     | 稲葉浩志 | 松本孝弘   | 5:19 |
| 13.                                                                        | 「ultra soul 2011」          | 稲葉浩志 | 松本孝弘   | 3:49 |
| 合計時間:                                                                  | 合計時間:                    | 51:51    |            |      |

| #  | タイトル                                  | 作詞 | 作曲・編曲 |
| -- | ----------------------------------------- | ---- | ---------- |
| 1. | 「C'mon」(MUSIC VIDEO)                    |      |            |
| 2. | 「さよなら傷だらけの日々よ」(MUSIC VIDEO) |      |            |
| 3. | 「Don't Wanna Lie」(MUSIC VIDEO)          |      |            |

## 楽曲解説

### CD
1. C'mon
  - 本作のタイトル曲。アコースティック・ギターのストロークから始まる[10]。
  - メンバーも出演しているペプシコーラ「ペプシネックス」People篇CMソング（2011年7月16日からオンエア開始）。
  - CMのために制作された楽曲で[15]、本作で唯一震災後に作詞された[13]。
  - MVは草原の中でメンバーが演奏するというものであり、公式YouTubeチャンネルにおいてフルコーラスで公開されている。
  - アルバムツアーで本編ラストに演奏された他、2013年に行われた『B'z LIVE-GYM Pleasure 2013 -ENDLESS SUMMER-』ではドーム公演からセットリストに加えられ、2020年に行われた無観客配信ライブ『B'z SHOWCASE 2020 -5 ERAS 8820-』のDay5でも演奏された[16][17]。
2. さよなら傷だらけの日々よ
  - 48thシングル。
3. ひとしずくのアナタ
  - 本作の中では最も打ち込みが強調されている。
  - 6弦を一音下げたドロップDチューニングで演奏されており、B'zにはあまり見られなかった曲構成となっている[13]。
4. Homebound
  - 49thシングル『Don't Wanna Lie』の2nd beat。
5. Don't Wanna Lie
  - 49thシングル。
6. DAREKA
  - 稲葉曰く「歌詞はマイナーチェンジを繰り返して完成した」とのこと[13]。
  - NHK教育テレビジョンの『青春リアル』の2011年8月27日放送分ではエンディングテーマに使用された。
7. ボス
  - 一国の首相を連想させる歌詞となっており、社会風刺的な内容になっている。
  - 本作収録曲では最後に完成した楽曲である[13]。稲葉によると歌詞のイメージは震災前からあり、メロディを聴いた段階で「この歌詞を合わせたらはまりそう」と思って作詞された[13]。また、稲葉はこの曲の歌詞を少し気にしていたらしい[10]。
  - 「C'mon」とこの曲は震災後に完成したということで、メンバー自身も特に大事な楽曲だと語っている[10]。
8. Too Young
  - 4ビートの楽曲で、松本曰く「自分の感覚からするとこの曲は『昭和歌謡』である」とのこと。そのため、松本より少し世代が下である稲葉はこの曲を歌うことに対して最初は乗り気ではなかったと言う[13]。
  - アルバムツアーでは増田のピアノを聞いて欲しいと会報などで煽っていたが、最終的には未演奏となり、現在では本作唯一のライブ未演奏曲となっている。
9. ピルグリム
  - 日本テレビ系アニメ『名探偵コナン』エンディングテーマ。TVシリーズのエンディングテーマでの起用は初であり、番組としては放送回数・放送期間（2011年8月6日 - 8月27日[注 5]）最少となった。
10. ザ・マイスター
  - 最初に作曲されたイントロのリフに合わせて歌のパートを決め、リフのメロディーをそのまま間奏のコーラスに流用して制作された。歌詞には言葉遊びの要素が含まれており、「他の楽曲とは全く雰囲気が異なり、とても面白い出来になった」という[13]。
  - アルバムツアーでは本編終盤に演奏され、間奏部分は稲葉と観客とのコール&レスポンスが行われた。
11. デッドエンド
  - 稲葉によると「ノリを出すのが難しく、歌い方を変えていった」とのこと[13]。特にAメロは何度も歌い直したという。
  - アルバムツアーでは未演奏だったが、『B'z LIVE-GYM Pleasure 2013 -ENDLESS SUMMER-』ツアーのホール公演でライブ初演奏となった。
12. 命名
  - 「ピルグリム」と同様に2010年5月に制作された[10]。
  - 歌詞について稲葉は「歌詞の原型は既に作詞されていて、この曲のメロディを聞いたときに合うと思って詞を当てはめた」と語っている[10][13]。メロディー自体も以前に松本が制作していたものであった[11]。
  - 松本によると、イントロとアウトロのフレーズはデモの制作時に浮かんできたといい、「コード進行はすごく変わっていますけれど、自分自身でも『いいな』と思えるし、とても好きなプレイ」と語っている[10]。
  - 発売前後のインタビューではこの曲がアルバムの事実上のラストナンバーと語られている[10] が、アルバムツアーでは前半に演奏され、本編のラストにはタイトル曲「C'mon」が演奏された。
13. ultra soul 2011
  - 31stシングル「ultra soul」の再録バージョンで、世界水泳上海2011大会公式テーマソング[18]。
  - 過去の曲のリメイクがオリジナル・アルバムに収録されるのは、8thアルバム『LOOSE』収録の「BAD COMMUNICATION (000-18)」以来であり、最後に収録されるためボーナス・トラック的であるとのこと[10]。
  - 再録されたきっかけはテレビ朝日から「『世界水泳』放送10周年を記念して、2011年では初年度のテーマソングであった『ultra soul』を再び使用したい」というオファーが来たことから[13]。それを受けたメンバーが「それでは新しく録り直しましょう」と申し出たことにより、再レコーディングが決定。レコーディングは、2011年4月1日に同系列音楽番組『ミュージックステーション3時間SP』の出演のためにサポートメンバーのバリーとシェーンが来日した時期に行われた[13]。
  - アレンジについて稲葉は「新しいアレンジのアイデアが出れば積極的に試すつもりだったが、結局原曲のアレンジに近い形になった。改めてこの楽曲の持つパワーに気付かされた」と語っている[13]。
  - ラストサビからアウトロ前半の部分（約51秒）を用いたMVも制作されており、過去の「ultra soul」のライブ映像を繋ぎ合わせたものとなっている（現在は非公開）。

### DVD （初回限定盤のみ）
以下の楽曲のMVを収録。
1. C'mon
2. さよなら傷だらけの日々よ
3. Don't Wanna Lie

## タイアップ
シングル曲については各項目を参照
- ペプシコーラ「ペプシネックス」People篇 CMソング(#1)
- NHK教育テレビジョン『青春リアル』エンディングテーマ（2011年8月27日）(#6)
- 読売テレビ・日本テレビ系アニメ『名探偵コナン』エンディングテーマ(2011年8月6日 - 8月27日)(#9)
- テレビ朝日系『世界水泳上海2011』大会公式テーマソング(#13)

## 参加ミュージシャン
- 松本孝弘：ギター、全曲作曲・編曲
- 稲葉浩志：ボーカル、全曲作詞・編曲
- 寺地秀行：全曲編曲
- シェーン・ガラース：ドラム
- バリー・スパークス：ベース（#1-7.9-13）
- リック・フィエラブラッチ：ウッドベース（#8）
- 小野塚晃（DIMENSION）：ピアノ（#6.12）、オルガン（#6.7）、ウーリッツァー（#8）
- 勝田一樹（DIMENSION）：サックス（#6.8.10）
- 小林太：トランペット（#6.8）
- 野村裕幸：トロンボーン（#6.8）
- 杉山麻衣子 with Lime Ladies Orchestra：ストリングス（#4.5.9.12）

## ライブ映像作品
シングル曲については各作品の項目を参照
C'mon
- B'z LIVE-GYM 2011 -C'mon-
- B'z LIVE-GYM Pleasure 2013 ENDLESS SUMMER -XXV BEST-
- B'z SHOWCASE 2020 -5 ERAS 8820- Day1〜5

DAREKA
- B'z LIVE-GYM 2011 -C'mon-

ボス
- B'z LIVE-GYM 2011 -C'mon-

ピルグリム
- B'z LIVE-GYM 2011 -C'mon-

ザ・マイスター
- B'z LIVE-GYM 2011 -C'mon-

デッドエンド
- B'z LIVE-GYM Pleasure 2013 ENDLESS SUMMER -XXV BEST-

命名
- B'z LIVE-GYM 2011 -C'mon-